# 科什奈斯

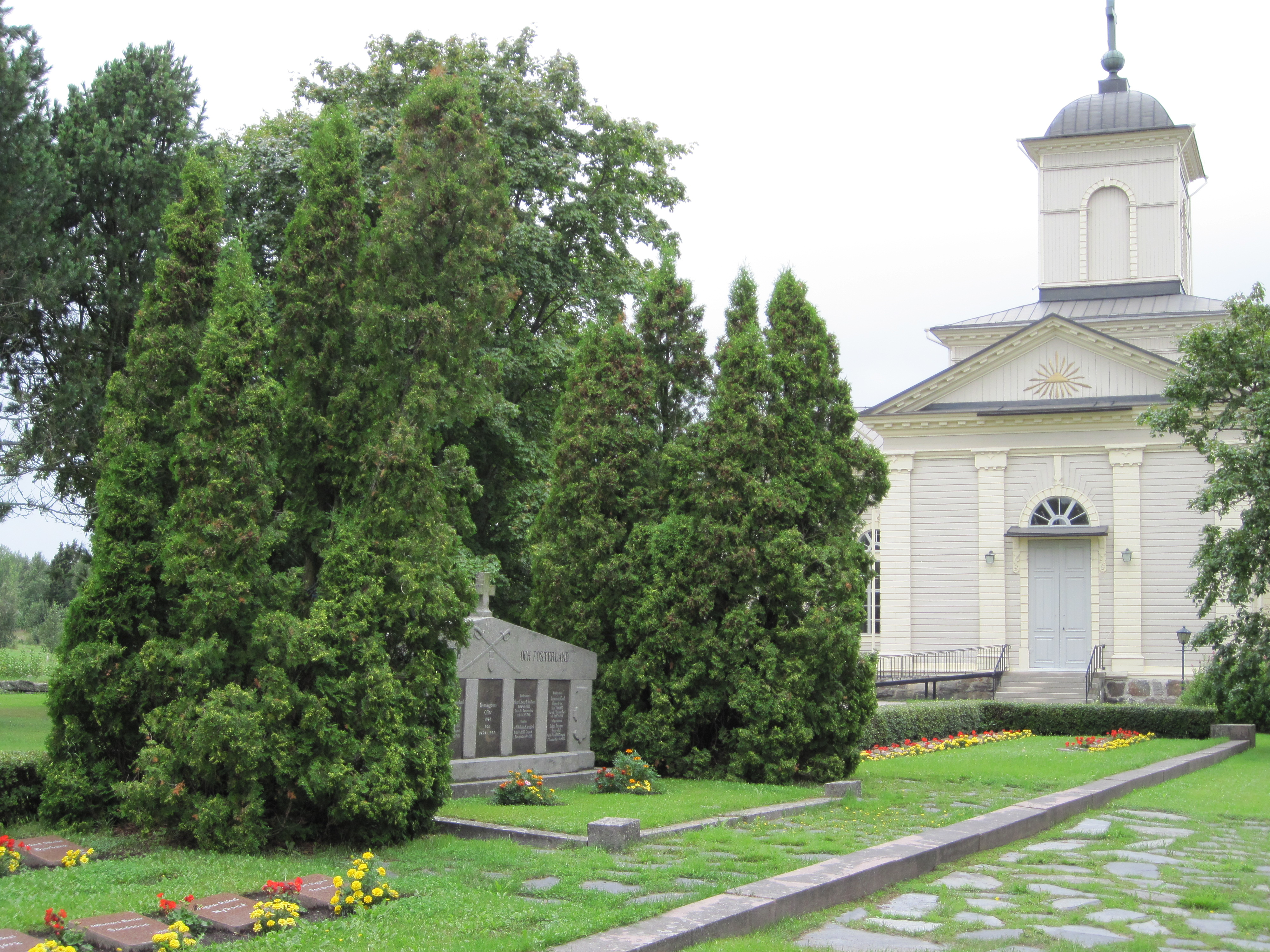
科什奈斯教堂

科什奈斯（瑞典語：Korsnäs）是芬蘭波赫扬马区的市鎮，位於該國西部波的尼亞灣沿岸，始建於1887年，面積1,424.71平方公里，2013年人口2,223，人口密度為每平方公里9.43人。

## 外部連結
- 官方网站  （瑞典文） （文）
- Finnish encyclopedia from 1925–1928 with "Korsnääsi" as entry （页面存档备份，存于）